# 12 grudnia
12 grudnia jest 346. (w latach przestępnych 347.) dniem w kalendarzu gregoriańskim. Do końca roku pozostaje 19 dni.

## Święta
- Imieniny obchodzą: Adelajda, Aleksander, Amonaria, Bartosz, Dionizja, Edburga, Epimach, Franciszka, Gościwit, Justyn, Konrad, Konrada, Konstancjusz, Liberata, Maksanty, Maksencjusz, Merkuria, Paramon, Przybysława, Spirydion, Spirydon, Suliwuj i Synezjusz.
- Kenia – Święto Niepodległości (Jamhuri)
- Rosja – Święto Konstytucji
- Turkmenistan – Dzień Neutralności
- wspomnienia i święta w Kościele katolickim[1][2] obchodzą:
  - Matka Boża z Guadalupe
  - św. Finian z Clonard
  - bł. Ida z Nivelles (cysterka)
  - bł. Jakub z Viterbo (augustianin)
  - św. Kolumba z Terryglass (apostoł Irlandii)

## Wydarzenia w Polsce
- 1385 – W Krakowie został zawarty układ pokojowy między królem Polski Jadwigą Andegaweńską a księciem płockim Siemowitem IV, który zrzekł się praw do korony polskiej.
- 1501 – Aleksander Jagiellończyk został koronowany w katedrze na Wawelu na króla Polski.
- 1575 – Elekcja 1575: pod naciskiem nuncjusza Vincenzo Lauro prymas Polski Jakub Uchański ogłosił wybór w senacie cesarza Maksymiliana II Habsburga na króla Polski i wielkiego księcia litewskiego. Wobec sprzeciwu szlachty do objęcia przez niego tronu nie doszło.
- 1577 – Wojna Rzeczypospolitej z Gdańskiem: po nieudanym oblężeniu miasta zawarto porozumienie pokojowe, na mocy którego Gdańsk wypłacił odszkodowanie, zachowując autonomię i przywileje, a król Stefan Batory przyjął go ponownie do łask i zniósł banicję.
- 1654 – Andrzej Trzebicki został biskupem przemyskim.
- 1655 – Potop szwedzki: żołnierze słuckiego garnizonu popierającego wówczas Szwedów Bogusława Radziwiłła zajęli zamek w Mirze.
- 1737 – Kazimierz Wyszyński został generałem zakonu marianów.
- 1796 – Na ziemiach zabranych Rzeczypospolitej Obojga Narodów Imperium Rosyjskie utworzyło gubernię białoruską
- 1906 – Otwarto Muzeum Lubelskie.
- 1914 – I wojna światowa: strategicznym zwycięstwem wojsk austro-węgierskich nad rosyjskimi zakończyła się bitwa pod Limanową (2–12 grudnia).
- 1920 – Odbył się pierwszy zjazd Komunistycznej Partii Górnego Śląska.
- 1930 – Założono Aeroklub Śląski.
- 1931 – We Lwowie powstała korporacja akademicka „Slavia”.
- 1935 – Premiera komedii muzycznej Kochaj tylko mnie w reżyserii Marty Flantz.
- 1939 – Na terenach okupowanych przez ZSRR wycofano z obiegu złotego i zastąpiono go rublem.
- 1940 – Odbyły się, legitymizujące sowiecką okupację ziem polskich, wybory do rad szczebla terenowego republik związkowych Ukrainy i Białorusi.
- 1944 – PKWN wydał dekret o nacjonalizacji lasów.
- 1947 – Odbyło się uroczyste otwarcie Akademii Sztabu Generalnego w Warszawie połączone z inauguracją pierwszego roku akademickiego.
- 1952 – W Warszawie odbył się zorganizowany przez MBP zjazd 1500 tzw. księży patriotów.
- 1953 – W Warszawie otwarto drugie w kraju sztuczne lodowisko Torwar.
- 1964 – Mieczysław Moczar został mianowany ministrem spraw wewnętrznych, a Lucjan Motyka ministrem kultury i sztuki.
- 1970 – Ogłoszono podwyżkę cen produktów żywnościowych i obniżkę cen lekarstw, telewizorów, lodówek i pralek.
- 1976 – We Wrocławiu rozpoczął się I Przegląd Piosenki Aktorskiej.
- 1980 – W katastrofie myśliwca MiG-21 pod Goleniowem zginął ppłk pilot Henryk Hałka.
- 1981 – Rada Państwa podjęła uchwałę o wprowadzeniu stanu wojennego.
- 2002 – Ustawiono sztuczną palmę na rondzie Charles’a de Gaulle’a w Warszawie.
- 2003 – Wystartował kanał motoryzacyjny TVN Turbo.
- 2007 – Polsatowski serial Samo życie, jako drugi w Polsce po Klanie, osiągnął liczbę 1000 odcinków.
- 2008 – W Poznaniu zakończyła się konferencja klimatyczna ONZ.
- 2015 – W Toruniu otwarto Centrum Kulturalno-Kongresowe Jordanki.
- 2017 – Premier RP Mateusz Morawiecki wygłosił w Sejmie exposé, po czym jego rząd uzyskał wotum zaufania.
- 2023:
  - Donald Tusk wygłosił exposé, podczas którego zaprezentował ministrów swojego rządu i tego samego dnia Sejm udzielił rządowi wotum zaufania.
  - Poseł Grzegorz Braun przy pomocy gaśnicy zgasił zapaloną w budynku Sejmu chanukiję. W związku z tym wydarzeniem został wykluczony z obrad przez marszałka Sejmu, zapowiedziano także złożenie w tej sprawie wniosku do prokuratury.

## Wydarzenia na świecie

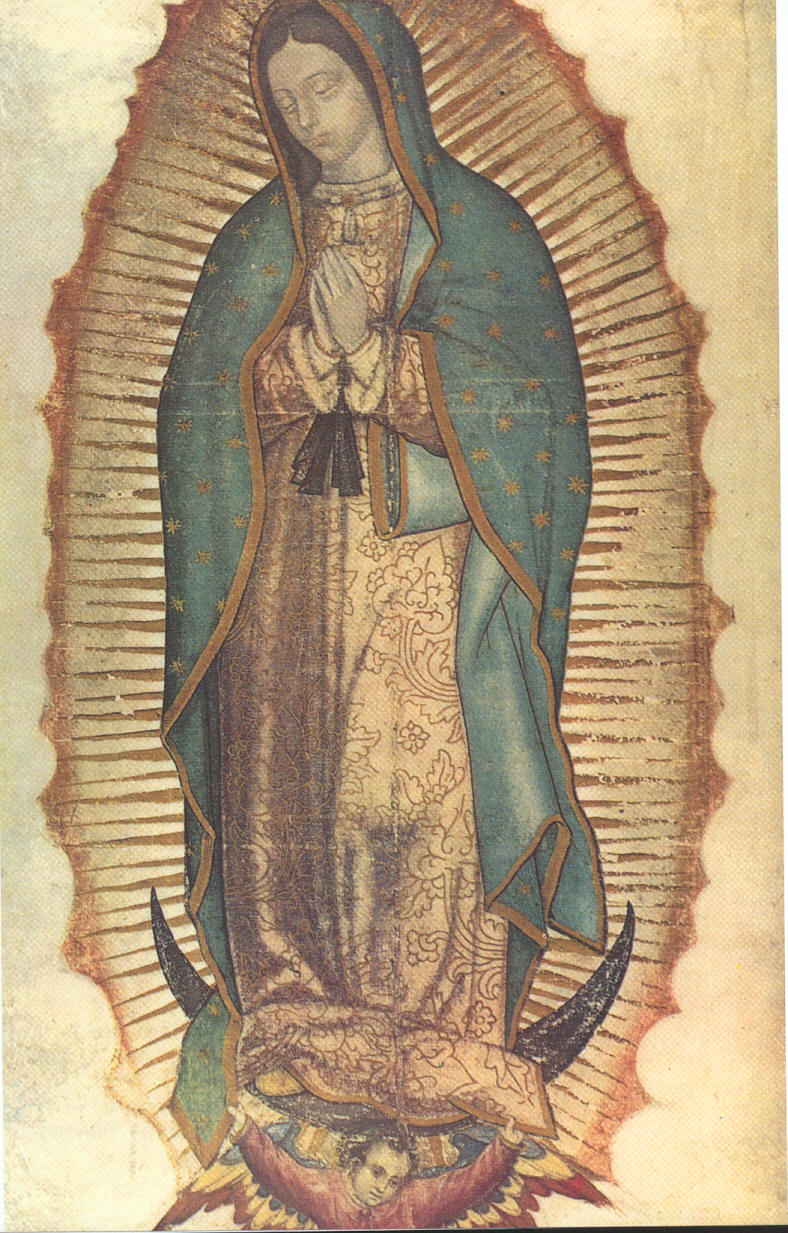
Matka Boża z Guadalupe

- 627 – Wojska cesarza bizantyńskiego Herakliusza I pokonały Persów w bitwie pod Niniwą.
- 884 – Karol Otyły przejął zachodniofrankijską koronę królewską, po raz ostatni jednocząc królestwo Franków.
- 1098 – I wyprawa krzyżowa: po zdobyciu syryjskiego miasta Ma’arrat krzyżowcy pod wodzą Rajmunda IV z Tuluzy dokonali masakry około 20 tys. mieszkańców. Z powodu panującego głodu doszło następnie wśród krzyżowców do aktów kanibalizmu na ciałach zabitych obrońców.
- 1254 – Kardynał Rinaldo Conti został wybrany na papieża i przyjął imię Aleksander IV.
- 1408 – Król Węgier Zygmunt Luksemburski założył rycerski Zakon Smoka.
- 1476 – Filip Wittelsbach został elektorem Palatynatu.
- 1531 – Aztekowi Juanowi Diego po raz ostatni objawiła się Matka Boża z Guadalupe. Doszło również do cudownego wyrośnięcia róż na kamienistym, pokrytym lodem wzgórzu, które miały być znakiem dla biskupa Meksyku Juana de Zumárragi oraz powstania obrazu Matki Bożej na ponczu, w którym Juan Diego je przenosił.
- 1574 – Murad III został sułtanem Imperium osmańskiego.
- 1602 – Mieszkańcy Genewy bohatersko odparli atak wojsk sabaudzkich na mury obronne miasta.
- 1643 – Wybuchła wojna duńsko-szwedzka.
- 1663 – Została wydana Biblia moskiewska.
- 1666 – Podczas soboru moskiewskiego patriarcha Moskwy i całej Rusi Nikon został pozbawiony godności patriarszej oraz biskupiej i zesłany do Monasteru Terapontowskiego.
- 1677 – Wojna Francji z koalicją hiszpańsko-austriacko-lotaryńską: zwycięstwo wojsk francuskich nad holenderskimi w bitwie o Tobago.
- 1725 – Juan Guillermo Ripperdá został pierwszym sekretarzem stanu Hiszpanii.
- 1754 – Papież Benedykt XIV erygował diecezję Santanderu w Hiszpanii.
- 1787 – Pensylwania jako drugi stan ratyfikowała Konstytucję Stanów Zjednoczonych.
- 1793 – Wojny wandejskie: rozpoczęła się bitwa pod Le Mans.
- 1809 – Wojna na Półwyspie Iberyjskim: wojska francuskie zdobyły Gironę.
- 1811 – Napoleon Bonaparte wydał dekret powołujący uniwersytet w Düsseldorfie.
- 1816 – Proklamowano Królestwo Obojga Sycylii.
- 1818 – Papież Pius VII ogłosił Matkę Bożą z Candelarii patronką Wysp Kanaryjskich.
- 1836:
  - Poniemuń na Litwie uzyskał prawa miejskie.
  - Spłonął Teatro La Fenice w Wenecji.
- 1841 – W Londynie powstała Gromada Praga Ludu Polskiego.
- 1848 – W krypcie katedry w Székesfehérvár odkryto grób panującego pod koniec XII wieku króla Węgier Beli III i jego małżonki.
- 1854 – Peter Georg Bang został premierem Danii.
- 1859 – W Lyonie ukazało się pierwsze wydanie dziennika regionalnego „Le Progrès”.
- 1862 – Wojna secesyjna: na rzece Yazoo zatonęła na minie należąca do floty Unii kanonierka rzeczna USS „Cairo”.
- 1878 – W stanie Nowy Jork po raz ostatni zaobserwowano w naturze wymarły obecnie gatunek kaczki labradorskiej.
- 1889 – Ustanowiono flagę Szwajcarii.
- 1889 – W Berlinie powstało Towarzystwo Socjalistów Polskich.
- 1897 – Założono miasto Belo Horizonte w Brazylii.
- 1901 – Guglielmo Marconi przeprowadził pierwszą transmisję radiową przez Atlantyk.
- 1906 – W Australii odbyły się wybory parlamentarne i referendum konstytucyjne.
- 1911 – Stolicę Indii przeniesiono z Kolkaty do Delhi.
- 1913:
  - Lij Yasu V został cesarzem Etiopii.
  - W hotelu „Tripoli Italia” we Florencji został aresztowany Vicenzzo Perrugia, który usiłował sprzedać miejscowemu antykwariuszowi obraz Mona Lisa, ukradziony dwa lata wcześniej z paryskiego Luwru. Obraz odzyskano.
- 1915:
  - I wojna światowa: zwycięstwo wojsk bułgarskich nad brytyjskimi w bitwie pod Kosturino (6-12 grudnia).
  - Dokonano oblotu niemieckiego, pierwszego na świecie całkowicie metalowego samolotu Junkers J 1.
- 1916 – I wojna światowa: strona niemiecka wystąpiła z propozycjami pokojowymi.
- 1917 – 540 osób zginęło w katastrofie pociągu wojskowego w Saint-Michel-de-Maurienne we Francji.
- 1918 – Carl Gustaf Mannerheim został, jako regent Królestwa Finlandii, pierwszą głową państwa po uzyskaniu niepodległości.
- 1920 – Irlandzka wojna o niepodległość: wojska brytyjskie spaliły miasto Cork.
- 1922 – Książę James Hamilton został pierwszym gubernatorem Irlandii Północnej.
- 1925:
  - W Albanii został ustanowiony Order Skanderbega.
  - W San Luis Obispo w Kalifornii otwarto pierwszy na świecie motel.
- 1933 – Malcolm Irvine nakręcił dwuminutowy film z potworem z Loch Ness.
- 1935 – W III Rzeszy przyjęto statut organizacji Lebensborn.
- 1937 – Odbyły się wybory do Rady Najwyższej ZSRR.
- 1939 – Wojna zimowa: zwycięstwo wojsk fińskich w bitwie koło jeziora Tolvajärvi.
- 1940 – Luftwaffe rozpoczęła nocne bombardowania Sheffield, w wyniku których do 15 grudnia zginęło ponad 660 osób, a ponad 1500 zostało rannych.
- 1941:
  - Adolf Hitler wygłosił w Kancelarii Rzeszy w Berlinie przemówienie do reichsleiterów i gauleiterów, w którym oskarżył Żydów o rozpętanie wojny światowej.
  - Premiera amerykańskiego horroru Wilkołak w reżyserii George’a Waggnera.
- 1942:
  - Front wschodni: podczas bitwy stalingradzkiej rozpoczęła się nieudana niemiecka operacja „Zimowy Sztorm”, której celem było uwolnienie z okrążenia 6. Armii gen. Friedricha Paulusa.
  - Front zachodni: zakończyła się tajna operacja „Frankton”, w trakcie której brytyjscy komandosi zaminowali i zniszczyli kilka niemieckich okrętów w porcie Bordeaux (7-12 grudnia).
  - Około 100 osób zginęło w pożarze hostelu w St. John’s na Nowej Fundlandii w Kanadzie.
- 1943 – W Moskwie podpisano traktat o przyjaźni, wzajemnej pomocy i współpracy powojennej między rządem ZSRR a czechosłowackim rządem emigracyjnym.
- 1945:
  - Założono amerykańskie przedsiębiorstwo Kaman Corporation, zajmujące się produkcją śmigłowców, podzespołów lotniczych i dystrybucją różnego rodzaju komponentów mechanicznych dla przemysłu.
  - Założono Chińskie Stowarzyszenie Promowania Demokracji, jedną z tzw. partii demokratycznych działających w ChRL.
- 1947 – Wojna domowa w Palestynie: żydowska organizacja terrorystyczna Irgun przeprowadziła zamachy bombowe na autobusy w Hajfie i Ramli, w wyniku czego zginęło 27 osób, a 30 zostało rannych.
- 1955 – Brytyjczyk Christopher Cockerell opatentował poduszkowiec.
- 1957 – Walter Nash został premierem Nowej Zelandii.
- 1958 – Gwinea została przyjęta do ONZ.
- 1960 – Keith Holyoake został po raz drugi premierem Nowej Zelandii.
- 1963 – Kenia uzyskała niepodległość (od Wielkiej Brytanii).
- 1968 – 51 osób zginęło w katastrofie samolotu Boeing 707 amerykańskich linii Pan Am koło stolicy Wenezueli Caracas.
- 1969:
  - 17 osób zginęło, a 88 zostało rannych w wyniku zamachu bombowym na Piazza Fontana w Mediolanie.
  - Rządząca krajem junta pułkowników podjęła decyzję o wystąpieniu Grecji z Rady Europy.
- 1970 – Z włoskiej platformy pływającej u wybrzeży Kenii wystrzelono amerykańskiego satelitę Explorer 42, pierwszego przeznaczonego do astronomii rentgenowskiej i pierwszego wystrzelonego nie przez samych Amerykanów.
- 1974:
  - Premiera filmu gangsterskiego Ojciec chrzestny II w reżyserii Francisa Forda Coppoli.
  - Wojna wietnamska: rozpoczęła się bitwa o Phước Bình.
- 1977 – Ukazał się piąty studyjny album grupy ABBA pt. The Album.
- 1978 – Terroryści z Demokratycznego Frontu Wyzwolenia Palestyny dokonali zamachu bombowego na sklep w Kirjat Arba pod Hebronem, w wyniku czego 5 Izraelczyków.
- 1979:
  - 259 osób zginęło w wyniku trzęsienia ziemi i wywołanego nim tsunami na wybrzeżu Pacyfiku w Kolumbii.
  - Gen. Chun Doo-hwan dokonał wojskowego zamachu stanu i przejął władzę w Korei Południowej.
  - Nieuznawana Republika Zimbabwe Rodezji powróciła pod zwierzchnictwo brytyjskie jako Rodezja Południowa.
- 1980 – Premiera amerykańskiej komedii filmowej Czyste szaleństwo w reżyserii Sidneya Poitiera.
- 1981 – Wszedł do służby radziecki okręt podwodny o napędzie jądrowym „Dmitrij Donskoj”.
- 1982 – Antywojenny protest 30 tys. kobiet pod brytyjską bazą wojskową w Greenham Common.
- 1984:
  - Dżambyn Batmönch został prezydentem Mongolii.
  - W Mauretanii w wyniku bezkrwawego zamachu stanu władzę przejął płk Maawija uld Sid’Ahmad Taja.
- 1985 – Lecący z Kairu do Fort Campbell w amerykańskim stanie Kentucky samolot czarterowy Douglas DC-8 linii lotniczych Arrow Air rozbił się krótko po starcie po międzylądowaniu w Gander we wschodniej Kanadzie, w wyniku czego zginęło 256 osób, w tym 248 amerykańskich żołnierzy ze 101. Dywizji Powietrznodesantowej.
- 1986 – 70 osób zginęło w katastrofie radzieckiego samolotu Tu-134A w Berlinie Wschodnim.
- 1988:
  - 35 osób zginęło, a kilkaset zostało rannych w zderzeniu trzech pociągów na stacji Clapham Junction w Londynie.
  - Yŏn Hyŏng Muk został premierem Korei Północnej.
- 1991:
  - Stolica Nigerii została przeniesiona z Lagos do Abudży.
  - Uchwałą katalońskiego parlamentu reaktywowano Uniwersytet w Lleidzie.
- 1992 – 2500 osób zginęło w trzęsieniu ziemi o sile 7,5 stopnia w skali Richtera, które nawiedziło wyspę Flores w Indonezji.
- 1993:
  - Péter Boross został premierem Węgier.
  - Premiera filmu W imię ojca w reżyserii Jima Sheridana.
  - W Rosji odbyły się wybory parlamentarne oraz referendum konstytucyjne.
- 1996:
  - Dokonano zamachu na najstarszego syna Saddama Husajna, Udaja, który w wyniku odniesionych obrażeń został kaleką.
  - Victor Ciorbea został premierem Rumunii.
- 1997:
  - Powołano Radę Standaryzacji Języka Serbskiego.
  - Premiera filmu sensacyjnego Jutro nie umiera nigdy w reżyserii Rogera Spottiswoode’a.
- 2000:
  - Sąd Najwyższy Stanów Zjednoczonych wydał decyzję, że dalsze ręczne przeliczanie głosów wyborczych na Florydzie jest sprzeczne z konstytucją. Tym samym zwycięzcą wyborów prezydenckich został George W. Bush.
  - W Algierze podpisano układ pokojowy kończący wojnę między Etiopią a Erytreą.
  - Wielka Brytania i Korea Północna nawiązały stosunki dyplomatyczne.
- 2001 – II Intifada: w palestyńskim ataku granatami na autobus na Zachodnim Brzegu Jordanu zginęło 10 Izraelczyków, a 30 osób zostało rannych.
- 2002 – Powstała bośniacka Wikipedia.
- 2003:
  - Célestin Gaombalet został premierem Republiki Środkowoafrykańskiej.
  - Paul Martin został premierem Kanady.
  - Shavkat Mirziyoyev został premierem Uzbekistanu.
  - W Norwegii padł samiec orki o imieniu Keiko, znany z serii filmów Uwolnić orkę.
- 2004 – Traian Băsescu zwyciężył w II turze wyborów prezydenckich w Rumunii.
- 2008 – Szwajcaria przystąpiła do układu z Schengen.
- 2009 – Kaiane Aldorino z Gibraltaru zdobyła w Johannesburgu tytuł Miss World.
- 2010:
  - 17 osób zginęło, a 20 zostało rannych w wyniku wybuchu samochodu-pułapki w irackim mieście Ar-Ramadi.
  - W Kosowie odbyły się pierwsze wybory parlamentarne po proklamowaniu niepodległości.
- 2011 – Al-Munsif al-Marzuki został wybrany przez Zgromadzenie Konstytucyjne na urząd prezydenta Tunezji.
- 2012 – Korea Północna umieściła na orbicie okołoziemskiej swego pierwszego sztucznego satelitę Kwangmyŏngsŏng-3B.
- 2013 – Wojna domowa w Syrii: radykalni islamiści dokonali masakry 32 cywilów w mieście Adra.
- 2015:
  - W Arabii Saudyjskiej odbyły się wybory lokalne, w których po raz pierwszy czynne i bierne prawo wyborcze przyznano kobietom.
  - Pożar w szpitalu psychiatrycznym w Alfierowce, zginęło 23 pacjentów
- 2016:
  - Bill English został premierem Nowej Zelandii.
  - Paolo Gentiloni został premierem Włoch.
- 2019 – Rządząca Partia Konserwatywna wygrała przedterminowe wybory parlamentarne w Wielkiej Brytanii.
- 2021 – 96,49% spośród głosujących w referendum na Nowej Kaledonii opowiedziało się przeciwko ogłoszeniu niepodległości od Francji.

## Urodzili się
- 1298 – Albrecht II Kulawy, książę Austrii i Karyntii (zm. 1358)
- 1526 – Álvaro de Bazán, hiszpański arystokrata, admirał (zm. 1588)
- 1541 – Jean Bauhin, francuski botanik, herbarysta pochodzenia szwajcarskiego (zm. 1612)
- 1570 – Joachim Oelhaf, niemiecki lekarz, anatom (zm. 1630)
- 1600 – Dionizy od Narodzenia Pańskiego, francuski karmelita, misjonarz, męczennik, błogosławiony (zm. 1638)
- 1612 – Janusz Radziwiłł, podkomorzy wielki litewski, hetman polny litewski, wojewoda wileński, hetman wielki litewski (zm. 1655)
- 1629 – Symeon Połocki, ruski pisarz, bazylianin (zm. 1680)
- 1675 – Karol Samuel Poniński, polski duchowny katolicki, biskup pomocniczy poznański (zm. 1727)
- 1685 – Lodovico Giustini, włoski kompozytor (zm. 1743)
- 1712 – Karol Lotaryński, austriacki książę, feldmarszałek, namiestnik Niderlandów Austriackich, wielki mistrz zakonu krzyżackiego (zm. 1780)
- 1715 – Gennaro Manna, włoski kompozytor (zm. 1779)
- 1721 – Christian Gotthelf Gutschmidt, saski prawnik, polityk, pierwszy minister Saksonii (zm. 1798)
- 1722 – Gregorio Antonio Maria Salviati, włoski kardynał (zm. 1794)
- 1724:
  - Samuel Hood, brytyjski arystokrata, admirał (zm. 1816)
  - Karol IV Teodor Wittelsbach, elektor Palatynatu i Bawarii (zm. 1799)
- 1730 – Mikołaj Colin, francuski lazarysta, męczennik, błogosławiony (zm. 1792)
- 1731 – Erasmus Darwin, brytyjski przyrodnik, lekarz, wynalazca, poeta (zm. 1802)
- 1733 – Mikołaj Duchnowski, polski duchowny greckokatolicki, biskup supraski (zm. 1805)
- 1742 – Philipp Anton Bartsch, niemiecki malarz (zm. 1788)
- 1743 – Emmanuel Marie Louis de Noailles, francuski arystokrata, dyplomata (zm. 1822)
- 1745 – John Jay, amerykański prawnik, polityk, dyplomata (zm. 1829)
- 1746 – Tomasz Nowiński, polski duchowny katolicki, biskup pomocniczy krakowski (zm. 1830)
- 1753 – William Beechey, brytyjski malarz portrecista (zm. 1839)
- 1762 – Piotr Ploquin, francuski duchowny katolicki, męczennik, błogosławiony (zm. 1792)
- 1766 – Nikołaj Karamzin, rosyjski pisarz, historyk (zm. 1826)
- 1772 – Bertrand Clausel, francuski generał, marszałek i par Francji (zm. 1842)
- 1775 – William Henry, brytyjski chemik, lekarz (zm. 1836)
- 1779:
  - Magdalena Zofia Barat, francuska zakonnica, święta (zm. 1865)
  - Wilhelm Christian Benecke von Gröditzberg, pruski bankier, handlowiec (zm. 1860)
- 1786 – William L. Marcy, amerykański prawnik, polityk, senator (zm. 1857)
- 1787 – Thomas Hodgskin, brytyjski ekonomista (zm. 1869)
- 1790 – Teodor Rudnicki, polski podpułkownik (zm. 1813)
- 1791 – Maria Ludwika Austriaczka, cesarzowa francuska (zm. 1847)
- 1792 – Aleksandros Ipsilantis, grecki polityk, działacz niepodległościowy, generał armii rosyjskiej (zm. 1828)
- 1798 – Marcin Rojewski, polski kapitan, uczestnik powstania listopadowego, działacz emigracyjny (zm. 1880)
- 1799 – Aleksander Zakrzewski, polski kapitan, kartograf, litograf (zm. 1866)
- 1801:
  - Edward Moxon, brytyjski wydawca, poeta (zm. 1858)
  - Jan Wettyn, król Saksonii (zm. 1873)
- 1806 – Stand Watie, wódz Czirokezów, generał amerykańskiej armii konfederackiej (zm. 1871)
- 1816 – Jan Piotr Łuczyński, polski malarz, urzędnik skarbowy (zm. 1855)
- 1818:
  - Jan Hempel, polski geolog, inżynier górniczy (zm. 1886)
  - Konrad z Parzham, bawarski kapucyn, święty (zm. 1894)
- 1821 – Gustave Flaubert, francuski pisarz (zm. 1880)
- 1823:
  - Władysław Ludwik Anczyc, polski pisarz, tłumacz (zm. 1883)
  - Tomasz Teofil Kuliński, polski duchowny katolicki, biskup kielecki (zm. 1907)
- 1826 – Martha Coston, amerykańska wynalazczyni (zm. 1904)
- 1831 – Michał Bergson, polski bankier, filantrop pochodzenia żydowskiego (zm. 1919)
- 1832:
  - Hieronim Stebnicki, polski inżynier, kartograf, geodeta, geofizyk, generał w służbie rosyjskiej (zm. 1897)
  - Peter Sylow, norweski matematyk (zm. 1918)
- 1838 – Sherburne Wesley Burnham, amerykański astronom, stenograf sądowy (zm. 1921)
- 1839 – Caroline Ingalls, amerykańska pionierka Dzikiego Zachodu (zm. 1924)
- 1843 – Marcel Deprez, francuski inżynier elektryk (zm. 1918)
- 1845 – Fanny Churberg, fińska malarka (zm. 1892)
- 1846:
  - Stanisław Leopold Kronenberg, polski przemysłowiec, finansista pochodzenia żydowskiego (zm. 1894)
  - Stanisław Szczepanowski, polski ekonomista, inżynier, przedsiębiorca (zm. 1900)
- 1848 – Frederick Wadsworth Loring, amerykański dziennikarz, prozaik, poeta (zm. 1871)
- 1850 – Tadeusz Czarkowski-Golejewski, polski ziemianin, polityk, filantrop (zm. 1945)
- 1851 – Arthur Heygate Mackmurdo, brytyjski architekt, projektant (zm. 1942)
- 1852 – Adolf Schulz-Evler, polski pianista, kompozytor (zm. 1905)
- 1853:
  - Clarence Angier, amerykański golfista (zm. 1926)
  - Johan Petter Johansson, szwedzki wynalazca, przemysłowiec (zm. 1943)
- 1854 – Georges Vacher de Lapouge, francuski antropolog (zm. 1936)
- 1855 – Menachem Mendel Stern, rabin i dajan gmin żydowskich w Andrychowie, Jaworznie i Bielsku (zm. 1928)
- 1858 – Henry Ryalls, angielski rugbysta (zm. 1949)
- 1860 – Jan Kasprowicz, polski poeta, dramaturg, krytyk literacki, tłumacz (zm. 1926)
- 1862 – Cao Kun, chiński wojskowy, polityk, prezydent Republiki Chińskiej (zm. 1938)
- 1863 – Edvard Munch, norweski malarz, grafik (zm. 1944)
- 1866:
  - Andrej Lapczew, bułgarski publicysta, polityk, premier Bułgarii (zm. 1933)
  - Alfred Werner, szwajcarski chemik, laureat Nagrody Nobla (zm. 1919)
- 1872:
  - Heinrich Vogeler, niemiecki malarz, pisarz, myśliciel, komunista (zm. 1942)
  - Gustaw Wolff, polski księgarz, wydawca, poliglota (zm. 1951)
- 1873 – Richard Frankfurter, niemiecki prawnik, dziennikarz, polityk (zm. 1953)
- 1874 – Jadwiga Kowalczykówna, polska nauczycielka (zm. 1944)
- 1875:
  - Maria Giuliani, włoska misjonarka, męczennica, święta (zm. 1900)
  - Mieczysław Kaplicki, polski lekarz, polityk, prezydent Krakowa (zm. 1959)
  - Gerd von Rundstedt, niemiecki feldmarszałek (zm. 1953)
- 1876 – Karol Stabik, polski rolnik, działacz narodowy i społeczny (zm. 1938)[3]
- 1879 – Laura Hope Crews, amerykańska aktorka (zm. 1942)
- 1880 – Eugeniusz Kucharski, polski historyk i teoretyk literatury, zesłaniec (zm. 1952)
- 1881 – Harry Warner, amerykański przedsiębiorca (zm. 1958)
- 1882:
  - William N. Doak, amerykański polityk, sekretarz pracy (zm. 1933)
  - Gustaw Nowotny, polski lekarz chirurg, członek TOPR (zm. 1944)
  - Aleksandra Piłsudska, polska działaczka niepodległościowa (zm. 1963)
  - Akiba Rubinstein, polski szachista pochodzenia żydowskiego (zm. 1961)
- 1884 – Alexandre Poncet, francuski duchowny katolicki, misjonarz, wikariusz apostolski Wallis i Futuny (zm. 1973)
- 1886:
  - Ludwik Hieronim Morstin, polski pisarz, tłumacz (zm. 1966)
  - Adam Pragier, polski ekonomista, prawnik, polityk (zm. 1976)
- 1889 – Stanisław Orlemański, amerykański duchowny katolicki pochodzenia polskiego (zm. 1960)
- 1890 – Kazimierz Ajdukiewicz, polski filozof, matematyk, logik, fizyk, wykładowca akademicki (zm. 1963)
- 1891 – Wacław Budzyński, polski porucznik rezerwy kawalerii, legionista, dziennikarz, publicysta, polityk, poseł na Sejm RP (zm. 1939)
- 1892 – Ansgary Malina, polski franciszkanin, kompozytor (zm. 1969)
- 1893:
  - Janina Misiewicz, polska pulmonolog (zm. 1958)
  - Ana Pauker, rumuńska polityk komunistyczna pochodzenia żydowskiego (zm. 1960)
  - Edward G. Robinson, amerykański aktor pochodzenia rumuńskiego (zm. 1973)
- 1894 – Oskar Mucha, polski inżynier budownictwa, wykładowca akademicki (zm. 1974)
- 1895:
  - William Beattie Ramsay, kanadyjski hokeista (zm. 1952)
  - Tomasz Sobkowiak, polski urzędnik państwowy, burmistrz Zielonej Góry (zm. 1949)
- 1896:
  - Wasilij Gordow, radziecki generał (zm. 1950)
  - Janusz Star, polski reżyser filmowy, aktor (zm. 1973)
  - Aleksander Zawisza, polski prawnik, polityk, premier rządu RP na obczyźnie (zm. 1977)
- 1898 – George Kettman, holenderski poeta, eseista, prozaik (zm. 1970)
- 1899 – Richard Hartshorne, amerykański geograf (zm. 1992)
- 1900:
  - Bolesław Babski, polski prawnik, publicysta, polityk, poseł na Sejm RP (zm. 1939)
  - Fritz Kraemer, niemiecki SS-Brigadeführer (zm. 1959)
  - Adam Rosadziński, polski starszy szeregowy (zm. 1923)
  - Mária Telkes, węgiersko-amerykańska fizyk, konstruktorka (zm. 1995)
  - Cecil F. White, amerykański polityk (zm. 1992)
- 1901:
  - Alfons Faściszewski, polski podpułkownik, żołnierz AK (zm. 1944)
  - Pablo de la Torriente Brau, kubański pisarz, dziennikarz, żołnierz Brygad Międzynarodowych (zm. 1936)
- 1902:
  - Deng Shuqun, chiński mykolog, biolog, taksonomista, wykładowca akademicki (zm. 1970)
  - Adam Dziurzyński, polski sierżant, pilot i instruktor szybowcowy (zm. 1991)
  - Zygmunt Koźmiński, polski hydrobiolog, zoolog, wykładowca akademicki, porucznik rezerwy (zm. 1939)
- 1903:
  - Yasujirō Ozu, japoński reżyser filmowy (zm. 1963)
  - Aleksander Suchcicki, polski aktor, kierownik produkcji (zm. 1970)
- 1904:
  - Alexander Hanchett Smith, amerykański mykolog, wykładowca akademicki (zm. 1986)
  - Ján Stanislav, słowacki językoznawca, wykładowca akademicki (zm. 1977)
  - Aleksander Tomaszewski, polski kapitan piechoty, żołnierz AK, uczestnik podziemia antykomunistycznego (zm. 1949)
- 1905:
  - Mulk Raj Anand, indyjski pisarz (zm. 2004)
  - Wasilij Grossman, rosyjski pisarz, korespondent wojenny, dziennikarz, inżynier pochodzenia żydowskiego (zm. 1964)
  - Eric Lionel Mascall, brytyjski duchowny i teolog anglikański, filozof (zm. 1993)
  - Manès Sperber, francusko-austriacki pisarz pochodzenia żydowskiego (zm. 1984)
- 1906 – Pietro Serantoni, włoski piłkarz, trener (zm. 1964)
- 1907:
  - Kenneth Blackburne, brytyjski polityk, gubernator generalny Jamajki (zm. 1980)
  - Halina Buyno-Łoza, polska aktorka (zm. 1991)
  - Stanisław Golachowski, polski muzykolog (zm. 1951)
  - Zbigniew Korosadowicz, polski geograf, taternik, naczelnik TOPR (zm. 1983)
- 1908:
  - Antonín Bartoň, czeski biegacz narciarski, kombinator norweski (zm. 1982)
  - Gustav Ernesaks, estoński kompozytor, dyrygent, pedagog (zm. 1993)
  - Andrzej Waligórski, polski antropolog kultury, językoznawca, afrykanista, wykładowca akademicki (zm. 1974)
  - Félix Welkenhuysen, belgijski piłkarz (zm. 1980)
- 1909:
  - Ignacy Mielnicki, polski muzykant ludowy, budowniczy harmonii 3-rzędowych (zm. 1994)
  - Elis Wiklund, szwedzki biegacz narciarski (zm. 1982)
- 1910 – Andrzej Wilkoński, polski ekonomista, matematyk, wykładowca akademicki (zm. 1989)
- 1912:
  - Henry Armstrong, amerykański bokser (zm. 1988)
  - Thorbjørn Egner, norweski dramatopisarz, autor tekstów piosenek, ilustrator (zm. 1990)
  - Stanisław Wiorek, polski duchowny katolicki, Sługa Boży (zm. 1939)
- 1913:
  - Ferenc Csik, węgierski pływak (zm. 1945)
  - Abas Ermenji, albański polityk, działacz niepodległościowy (zm. 2003)
  - Stanisław Nowicki, polski architekt, major AL (zm. 1944)
- 1914 – Patrick O’Brian, brytyjski pisarz, tłumacz pochodzenia niemieckiego (zm. 2000)
- 1915:
  - Shōgo Kamo, japoński piłkarz (zm. 1977)
  - Jeremi Przybora, polski satyryk, prozaik, poeta, autor tekstów piosenek, aktor (zm. 2004)
  - Frank Sinatra, amerykański piosenkarz, aktor pochodzenia włoskiego (zm. 1998)
- 1916 – Guadalupe Ortiz de Landázuri, hiszpańska chemik, członkini Opus Dei, Służebnica Boża (zm. 1975)
- 1917:
  - Abdusattor Eshonqulov, radziecki major pilot (zm. 1997)
  - Eddie Leonski, amerykański żołnierz, seryjny morderca pochodzenia żydowskiego (zm. 1942)
  - Joseph Albert Malula, kongijski duchowny katolicki, arcybiskup Kinszasy, kardynał (zm. 1989)
  - Władysław Pełczewski, polski inżynier, wykładowca akademicki (zm. 2006)
- 1918:
  - Harry Igor Ansoff, amerykański matematyk, ekonomista, wykładowca akademicki pochodzenia rosyjskiego (zm. 2002)
  - Jerzy Czuma, polski podpułkownik, rzeźbiarz (zm. 2004)
  - Joe Williams, amerykański wokalista jazzowy i bluesowy (zm. 1999)
- 1919:
  - Giancarlo De Carlo, włoski architekt (zm. 2005)
  - José Villalonga, hiszpański trener piłkarski (zm. 1973)
- 1920:
  - Josef Doležal, czeski lekkoatleta, chodziarz (zm. 1999)
  - Alfred G. Fischer, niemiecko-amerykański geofizyk, oeanograf, paleontolog, klimatolog (zm. 2017)
  - Heleno de Freitas, brazylijski piłkarz (zm. 1959)
  - Kazimierz Jasiński, polski historyk, genealog, wykładowca akademicki (zm. 1997)
  - Valto Olenius, fiński lekkoatleta, tyczkarz (zm. 1983)
  - José Guadalupe Padilla Lozano, meksykański duchowny katolicki, biskup Veracruz (zm. 2013)
- 1921:
  - Aleksander Drwęcki, polski nauczyciel, regionalista, publicysta historyczny (zm. 2009)
  - Aleksander Główka, polski nauczyciel, ekonomista, harcerz Szarych Szeregów, żołnierz AK (zm. 2018)
- 1922:
  - Wasilij Borisow, rosyjski strzelec sportowy (zm. 2003)
  - Christian Dotremont, belgijski malarz, poeta (zm. 1979)
  - Krystyna Pałka, polska spawaczka, polityk, poseł na Sejm PRL (zm. 2010)
- 1923:
  - Bob Barker, amerykański aktor, gospodarz teleturniejów telewizyjnych (zm. 2023)
  - Emahoy Tsegué-Maryam Guèbrou, etiopska pianistka, kompozytorka, zakonnica (zm. 2023)
  - Henry Johannessen, norweski piłkarz (zm. 2005)
  - Ken Kavanagh, australijski kierowca wyścigowy i motocyklowy (zm. 2019)
  - John Pulman, angielski snookerzysta (zm. 1998)
- 1924:
  - Mieczysława Buczkówna, polska poetka, pisarka, tłumaczka (zm. 2015)
  - Ed Koch, amerykański polityk (zm. 2013)
  - Stanisław Kowalczyk, polski generał dywizji MO, polityk, minister spraw wewnętrznych (zm. 1998)
  - Charles Schultze, amerykański ekonomista (zm. 2016)
- 1925:
  - Anne V. Coates, brytyjska montażystka filmowa (zm. 2018)
  - Władimir Szainski, rosyjski kompozytor (zm. 2017)
- 1926 – Étienne-Émile Baulieu, francuski biochemik, endokrynolog, profesor nauk medycznych (zm. 2025)
- 1927:
  - Walter Gómez, urugwajski piłkarz (zm. 2004)
  - Aleksander Szymański, polski major AK (zm. 2017)
- 1928:
  - Czingiz Ajtmatow, kirgiski pisarz (zm. 2008)
  - Leonid Bykow, rosyjski aktor, scenarzysta i reżyser filmowy (zm. 1979)
  - Helen Frankenthaler, amerykańska malarka (zm. 2011)
- 1929:
  - Toshiko Akiyoshi, japońska muzyk jazzowa
  - John Osborne, brytyjski dramaturg (zm. 1994)
  - Bolesław Pawlus, polski śpiewak operowy (tenor) (zm. 2021)
  - Billy Simpson, północnoirlandzki piłkarz (zm. 2017)
- 1930:
  - Janina Bocheńska, polska aktorka (zm. 1988)
  - Zbigniew Bogdański, polski aktor
  - Stanisław Bolkowski, polski inżynier elektryk, wykładowca akademicki (zm. 2023)
  - Gordon Hessler, brytyjski scenarzysta i reżyser filmowy (zm. 2014)
- 1931 – Halina Janaszek-Ivaničková, polska eseistka, historyk literatury, tłumaczka (zm. 2016)
- 1932:
  - Jenő Dalnoki, węgierski piłkarz, trener (zm. 2006)
  - Oswald Gomis, lankijski duchowny katolicki, arcybiskup Kolombo (zm. 2023)
  - Władysław Jabłoński, polski polityk, minister przemysłu lekkiego (zm. 2013)
  - Asbjørn Jordahl, norweski polityk, burmistrz Kristiansund, minister transportu i komunikacji (zm. 2025)
- 1933:
  - Manu Dibango, kameruński saksofonista i wibrafonista jazzowy (zm. 2020)
  - Tomasz Romańczuk, polski polityk, senator RP (zm. 2005)
- 1934:
  - Ana Benaki-Psaruda, grecka polityk
  - Miguel de la Madrid, meksykański polityk, prezydent Meksyku (zm. 2012)
  - Ramón Marsal, hiszpański piłkarz (zm. 2007)
- 1935:
  - Jere Beasley, amerykański prawnik, polityk
  - John Wise, kanadyjski polityk (zm. 2013)
- 1936 – Iolanda Balaș, rumuńska lekkoatletka, skoczkini wzwyż (zm. 2016)
- 1937:
  - Connie Francis, amerykańska piosenkarka (zm. 2025)
  - Michael Jeffery, australijski generał dywizji, działacz państwowy, gubernator generalny Australii (zm. 2020)
  - Joop van Oosterom, holenderski szachista
  - Anthony Francis Sharma, indyjski duchowny katolicki, jezuita, superior misji „sui iuris”, prefekt apostolski i wikariusz apostolski Nepalu (zm. 2015)
- 1938:
  - Piotr Bednarski, polski pisarz
  - Newena Kokanowa, bułgarska aktorka (zm. 2000)
  - Tadeusz Milewski, polski działacz społeczny, paraolimpijczyk (zm. 2020)
  - Sören Sjösten, szwedzki żużlowiec (zm. 1999)
  - Willy Steveniers, belgijski koszykarz, trener
- 1939:
  - Michael Gazzaniga, amerykański psycholog
  - Ryszard Kunze, polski florecista
  - Hugo Santiago, argentyński reżyser filmowy
- 1940:
  - Adam Kowalewski, polski architekt, urbanista, urzędnik państwowy, dyplomata, wiceminister gospodarki przestrzennej i budownictwa (zm. 2024)
  - Dionne Warwick, amerykańska piosenkarka, pianistka
  - Joanis Ziangas, grecki inżynier, menadżer, polityk, eurodeputowany (zm. 2025)
- 1941:
  - Luis Felipe Gallardo Martín del Campo, meksykański duchowny katolicki, biskup Veracruz
  - Tim Hauser, amerykański wokalista jazzowy (zm. 2014)
  - Nikołaj Osianin, rosyjski piłkarz, trener (zm. 2022)
  - Witalij Sołomin, rosyjski aktor (zm. 2002)
- 1942:
  - Stanisław Pawul, polski duchowny katolicki, kanonik, działacz społeczny (zm. 2019)
  - Wiesław Prus-Głowacki, polski biolog, genetyk, wykładowca akademicki  (zm. 2024)
  - Hannelore Rönsch, niemiecka polityk
- 1943:
  - Dickey Betts, amerykański gitarzysta, członek zespołu The Allman Brothers Band
  - Agnieszka Pattek-Janczyk, polska chemik, wykładowczyni akademicka
  - Phyllis Somerville, amerykańska aktorka (zm. 2020)
  - Grover Washington Jr., amerykański saksofonista jazzowy (zm. 1999)
- 1944:
  - Alex Acuña, peruwiański perkusista
  - Kenneth Cranham, szkocki aktor
- 1945:
  - Luciano Castellini, włoski piłkarz, bramkarz
  - Ingo Röper, niemiecki lekkoatleta, sprinter
  - Portia Simpson-Miller, jamajska polityk, premier Jamajki
  - Karl Edward Wagner, amerykański pisarz (zm. 1994)
  - Tony Williams, amerykański perkusista jazzowy (zm. 1997)
- 1946:
  - Hana Brejchová, czeska aktorka (zm. 2024)
  - Clive Bunker, brytyjski perkusista, członek zespołu Jethro Tull
  - Emerson Fittipaldi, brazylijski kierowca wyścigowy
  - Matthías Hallgrímsson, islandzki piłkarz
  - Suzue Takayama, japońska siatkarka
  - Renzo Zorzi, włoski kierowca wyścigowy (zm. 2015)
- 1947:
  - Wings Hauser, amerykański aktor, reżyser i scenarzysta filmowy (zm. 2025)
  - Rajkeswur Purryag, maurytyjski prawnik, polityk, wicepremier, przewodniczący Zgromadzenia Narodowego, prezydent Mauritiusa (zm. 2025)
  - Rafał Rękosiewicz, polski muzyk, poeta, kompozytor, autor tekstów piosenek, tłumacz, producent muzyczny (zm. 2023)
  - Jerzy Starak, polski przedsiębiorca
  - Iwona Wojciechowska, polska skrzypaczka (zm. 2019)
- 1948:
  - Srǵan Kerim, macedoński polityk, dyplomata
  - Françoise de Panafieu, francuska polityk
  - Marcelo Rebelo de Sousa, portugalski prawnik, wykładowca akademicki, dziennikarz, polityk
  - Eliyahu Rips, izraelski matematyk, wykładowca akademicki (zm. 2024)
  - Randy Smith, amerykański koszykarz (zm. 2009)
- 1949:
  - Ewa Adamska, polska aktorka (zm. 1980)
  - Bill Nighy, brytyjski aktor
  - Monika Szwaja, polska pisarka (zm. 2015)
- 1950:
  - Richard Galliano, francuski muzyk, kompozytor
  - Eric Maskin, amerykański ekonomista, laureat Nagrody Banku Szwecji im. Alfreda Nobla w dziedzinie ekonomii
- 1951:
  - Anatolij Alabjew, rosyjski biathlonista (zm. 2022)
  - Richard Davidson, amerykański psycholog, psychiatra
  - Stefaan De Clerck, belgijski i flamandzki polityk
  - Steven Hawley, amerykański fizyk, astronom, astronauta
  - Joe Sestak, amerykański wiceadmirał, polityk pochodzenia słowackiego
  - Gerardo Tazzer, meksykański jeździec sportowy
- 1952:
  - Kazimierz Brakoniecki, polski poeta, eseista, tłumacz
  - Piotr Knop, polski operator dźwięku
  - Andrzej Kowalczyk, polski aktor (zm. 2021)
  - Maryo de los Reyes, filipiński reżyser filmowy (zm. 2018)
  - Frank Schwalbe-Hoth, niemiecki polityk
- 1953:
  - Bruce Kulick, amerykański gitarzysta rockowy
  - Jerzy Lenda, polski kontradmirał
- 1954:
  - Aleksandr Jermiłow, rosyjski siatkarz
  - Dragan Vasiljković, serbski dowódca oddziału paramilitarnego, polityk, zbrodniarz wojenny
- 1955:
  - Janna Angelopulu-Daskalaki, grecka prawnik, polityk, działaczka sportowa
  - Andrzej Chudy, polski aktor
  - Ali Hasan al-Dżabir, katarski kamerzysta (zm. 2011)
  - Tomasz Jaroński, polski dziennikarz i komentator sportowy
  - Alfred Maluma, tanzański duchowny katolicki, biskup Njombe (zm. 2021)
  - Aleksander Skorupa, polski polityk, wojewoda dolnośląski
  - Stephen Smith, australijski polityk
  - Sidki Subhi, egipski generał, polityk
  - Ewa Wrzosek, polska lekkoatletka, biegaczka długodystansowa
- 1956:
  - Jim Bunn, amerykański polityk
  - Barry Pickering, nowozelandzki piłkarz, bramkarz
- 1957:
  - Maulaj uld Muhammad al-Aghzaf, mauretański polityk, premier Mauretanii
  - Robert Lepage, kanadyjski aktor, scenograf, reżyser teatralny i filmowy
  - Bodil Rasmussen, duńska wioślarka
  - Sheila E., amerykańska muzyk, wokalistka
  - Aïssata Tall Sall, senegalska polityk
- 1958:
  - Agnieszka Dubrawska, polska florecistka
  - Artur Dutkiewicz, polski pianista jazzowy
  - Trudi Lacey, amerykańska koszykarka, trenerka
  - Bryce Robins, nowozelandzki rugbysta
  - Sheree J. Wilson, amerykańska aktorka
- 1959:
  - Krzysztof Bondaryk, polski funkcjonariusz służb specjalnych, były szef ABW
  - George Keys, nowozelandzki wioślarz
  - Aleksandra Komacka, polska koszykarka (zm. 2000)
  - Jacek Pelc, polski muzyk jazzowy
- 1960:
  - Volker Beck, niemiecki polityk
  - Gabriel Corrado, argentyński aktor
  - Valter Giuliani, włoski astronom
  - Martina Hellmann, niemiecka lekkoatletka, dyskobolka
  - Krzysztof Kosedowski, polski bokser
  - Gabriela Lenartowicz, polska działaczka samorządowa, polityk, wicewojewoda śląski, poseł na Sejm RP
  - Komlan Mally, togijski polityk, premier Togo
  - Jacek Najder, polski dyplomata
  - Jaap van Zweden, holenderski dyrygent, skrzypek
- 1961:
  - Lárus Guðmundsson, islandzki piłkarz
  - Aleš Hojs, słoweński inżynier, polityk
  - Petrit Malaj, albański aktor, polityk
  - Daniel O’Donnell, irlandzki piosenkarz, prezenter telewizyjny
  - Andriej Pierłow, rosyjski lekkoatleta, chodziarz
  - Sarah Sutton, brytyjska aktorka
- 1962:
  - Tracy Austin, amerykańska tenisistka
  - Ovidiu Silaghi, rumuński przedsiębiorca, polityk
  - Beat Sutter, szwajcarski piłkarz
- 1963:
  - Klaus Bachmann, niemiecki dziennikarz, publicysta, historyk, politolog, profesor nauk społecznych
  - Andrzej Czaja, polski duchowny katolicki, biskup opolski
  - Lucien Kassy-Kouadio, iworyjski piłkarz (zm. 2024)
  - Alfredo Mendoza, paragwajski piłkarz
  - Ai Orikasa, japońska aktorka głosowa
  - Juan Carlos Varela, panamski polityk, prezydent Panamy
- 1964:
  - Donna Burke, australijska piosenkarka, aktorka głosowa
  - Bonni Ginzburg, izraelski piłkarz, bramkarz
  - Kenneth Ham, amerykański inżynier, pilot wojskowy, astronauta
  - Jarosław Kapuściński, polski kompozytor, pianista
- 1965:
  - Alessandra Acciai, włoska aktorka
  - Ricardo Altamirano, argentyński piłkarz
  - Diego Alvelo, amerykański scenarzysta filmowy (zm. 2004)
  - Wojciech Kościelniak, polski aktor, reżyser teatralny
  - Laura Tavares, amerykańska biathlonistka
  - Tytus Wojnowicz, polski oboista
- 1966:
  - Ricky Calloway, amerykański koszykarz
  - Mohammed Chaouch, marokański piłkarz
  - Maurizio Gaudino, niemiecki piłkarz pochodzenia włoskiego
  - Hiromi Goto, kanadyjska pisarka pochodzenia japońskiego
  - Philippe LaRoche, kanadyjski narciarz dowolny
  - Zdravko Radulović, chorwacki koszykarz, trener
  - Jim Sandlak, kanadyjski hokeista
  - Richard Sunee, maurytyjski piłkarz
- 1967:
  - Walter Kogler, austriacki piłkarz
  - João Pedro Matos Fernandes, portugalski inżynier, menedżer, wykładowca akademicki, polityk
  - Nuran Pelikjan, bułgarski zapaśnik
  - Ingrid Steen, norweska piłkarka ręczna
- 1968:
  - Rodolphe Gilbert, francuski tenisista
  - Wojciech Kalarus, polski aktor
  - Sašo Udovič, słoweński piłkarz
- 1969:
  - Jordi Cañas, hiszpański i kataloński polityk
  - Siergiej Dworiankow, rosyjski trener i sędzia piłkarski
  - Torri Higginson, kanadyjska aktorka
  - Sophie Kinsella, brytyjska pisarka
  - Wilfred Kirochi, kenijski lekkoatleta, średniodystansowiec
  - Fiona May, brytyjsko-włoska lekkoatletka, skoczkini w dal
  - Christian Meyer, niemiecki kolarz szosowy
  - Michael Möllenbeck, niemiecki lekkoatleta, dyskobol (zm. 2022)
  - Peter Nyborg, szwedzki tenisista
  - Kris Wirtz, kanadyjski łyżwiarz figurowy
- 1970:
  - Mädchen Amick, amerykańska aktorka
  - Arkadiusz Baranowski, polski lekkoatleta, sprinter
  - Jennifer Connelly, amerykańska aktorka
  - Regina Hall, amerykańska aktorka
  - Janina Malska, polska lekkoatletka, biegaczka długodystansowa
  - Ivano Newbill, amerykański koszykarz
  - Muhmed Ssegonga, ugandyjski sędzia piłkarski
- 1971:
  - Martin Mrva, słowacki szachista
  - Khassaraporn Suta, tajska sztangistka
  - Haegue Yang, południowokoreańska rzeźbiarka
  - Agata Zawiszewska, polska literaturoznawczyni, profesor nauk humanistycznych
- 1972:
  - Denise Bronzetti, sanmaryńska polityk
  - Melissa Francis, amerykańska dziennikarka, była aktorka dziecięca
  - Swiatłana Hałkina, białoruska siatkarka
  - Wilson Kipketer, duński lekkoatleta, średniodystansowiec pochodzenia kenijskiego
  - Dušan Kubica, słowacki siatkarz
  - Milen Radukanow, bułgarski piłkarz, trener
  - Yann Sundberg, francuski aktor, scenarzysta, wokalista, członek zespołu Decibel Circus
  - Tetsu Takano, japoński wokalista, autor tekstów, członek zespołów: Malice Mizer, Zigzo i Nil
  - Brandon Teena, amerykański transseksualista, ofiara morderstwa (zm. 1993)
  - Hank Williams III, amerykański muzyk, wokalista, członek zespołów: Assjack, Arson Anthem i Superjoint Ritual
  - Krzysztof Zaremba, polski polityk, poseł na Sejm i senator RP
- 1973:
  - Américo Aguiar, portugalski duchowny katolicki, biskup pomocniczy patriarchatu Lizbony
  - Gary Breen, irlandzki piłkarz pochodzenia angielskiego
  - João Elias, rwandyjski piłkarz pochodzenia angolskiego
  - Katarzyna Felusiak, polska florecistka
  - Sébastien Jeanneret, szwajcarski piłkarz
  - Dagur Kári, islandzki reżyser filmowy
  - Paz Lenchantin, amerykańska muzyk pochodzenia argentyńskiego
  - Teuvo Moilanen, fiński piłkarz, bramkarz
  - Jane Nikołowski, macedoński piłkarz, bramkarz
- 1974:
  - Beatrix Balogh, węgierska piłkarka ręczna
  - Tomas Behrend, niemiecki tenisista pochodzenia brazylijskiego
  - Heather Donahue, amerykańska aktorka
  - Aleksandra Jankowska, polska działaczka samorządowa, polityk, wicewojewoda pomorski
  - Bernard Lagat, kenijsko-amerykański lekkoatleta, średniodystansowiec
  - Torger Nergård, norweski curler
  - Nolberto Solano, peruwiański piłkarz, bramkarz
- 1975:
  - Mayim Bialik, amerykańska aktorka, neurobiolog pochodzenia żydowskiego
  - Izaak (Gebre Sillassé), etiopski biskup Etiopskiego Kościoła Ortodoksyjnego
  - Daniel Harte, brytyjski wioślarz
  - Craig Moore, australijski piłkarz
  - Lucia Morico, włoska judoczka
- 1976:
  - Maren Ade, niemiecka reżyserka, scenarzystka i producentka filmowa
  - Ewa Kulikowska, polska działaczka samorządowa, burmistrz Sokółki
  - Asaka Seto, japońska aktorka
- 1977:
  - Przemysław Bieliński, polski tłumacz
  - Bridget Hall, amerykańska modelka
  - Anna Jedynak, polska działaczka samorządowa
  - Willow Koerber, amerykańska kolarka górska
  - Dean Macey, brytyjski lekkoatleta, wieloboista
  - Klara Maučec, słoweńska żeglarka sportowa
  - Remady, szwajcarski didżej, producent muzyczny
  - Adam Sajtijew, rosyjski zapaśnik
  - Sanna Valkonen, fińska piłkarka
  - Colin White, kanadyjski hokeista
- 1978:
  - Teryn Ashley, amerykańska tenisistka
  - Magdalena Boczarska, polska aktorka
  - Joanna Liszowska, polska aktorka
  - Sanibal Orahovac, czarnogórski piłkarz
  - Jelena Pawłowa, kazachska siatkarka
- 1979:
  - Kris Lang, amerykański koszykarz
  - Natalja Rusakowa, rosyjska lekkoatletka, sprinterka i płotkarka
  - John Salmons, amerykański koszykarz
  - Gianluca Saraceni, włoski siatkarz
  - Razundara Tjikuzu, namibijski piłkarz
- 1980:
  - Dejene Berhanu, etiopski lekkoatleta, długodystansowiec (zm. 2010)
  - Dorin Goian, rumuński piłkarz
  - Aleksiej Łukjaniuk, rosyjski kierowca rajdowy
  - John Moffitt, amerykański lekkoatleta, skoczek w dal
- 1981:
  - Azra Akın, turecka modelka, tancerka
  - Aleksandra Liniarska, polska siatkarka
  - Jeret Peterson, amerykański narciarz dowolny (zm. 2011)
  - Bruno Rangel, brazylijski piłkarz (zm. 2016)
  - Stephen Warnock, angielski piłkarz
  - Masami Yokoyama, japońska siatkarka
  - Mohamed Zidan, egipski piłkarz
- 1982:
  - Dzmitryj Asipienka, białoruski piłkarz
  - Anna Cavazzini, niemiecka polityk
  - Heidi Løke, norweska piłkarka ręczna
  - Mahir Şükürov, azerski piłkarz
  - Dmitrij Tursunow, rosyjski tenisista
- 1983:
  - Johan Audel, francuski piłkarz
  - Sefton Barrett, kanadyjski koszykarz
  - Mawlet Batirow, rosyjski zapaśnik
- 1984:
  - Daniel Agger, duński piłkarz
  - Sophie Edington, australijska pływaczka
  - Matthieu Ladagnous, francuski kolarz szosowy
  - Bartłomiej Matejczyk, polski siatkarz
  - Steve Missillier, francuski narciarz alpejski
  - Wojciech Tyszyński, polski kajakarz, kanadyjkarz
  - Angelique Widjaja, indonezyjska tenisistka
- 1985:
  - Mamadou Baldé, senegalski piłkarz
  - Iva Ciglar, chorwacka koszykarka
  - Andrew Ladd, kanadyjski hokeista
  - Issa Ndoye, senegalski piłkarz, bramkarz
  - Sebastian Pęcherz, polski siatkarz
- 1986:
  - Daddy Birori, rwandyjski piłkarz
  - Barna Bor, węgierski judoka
  - Lucas Calabrese, argentyński żeglarz sportowy
  - Catalina Fernández, kostarykańska siatkarka
  - Qri, południowokoreańska aktorka, piosenkarka
  - Ayoub El Khaliqi, marokański piłkarz
- 1987:
  - Ałmat Kiebispajew, kazachski zapaśnik
  - Adam Larsen Kwarasey, ghański piłkarz, bramkarz
  - Ałsu Murtazina, rosyjska lekkoatletka, trójskoczkini
  - Lao Lishi, chińska skoczkini do wody
  - François Sakama, vanuacki piłkarz
  - Kate Todd, amerykańska aktorka, piosenkarka, modelka, tancerka
  - James Washington, amerykański koszykarz
- 1988:
  - Roihau Degage, tahitański piłkarz
  - Ham Eun-jung, południowokoreańska piosenkarka
  - Marta Jujka, polska koszykarka
  - Gianluca Maglia, włoski pływak
  - Michał Mitko, polski żużlowiec
  - Piotr Witkowski, polski aktor
- 1989:
  - Esquiva Falcão Florentino, brazylijski bokser
  - François Heersbrandt, belgijski pływak
  - Julieta Puntín, argentyńska siatkarka
- 1990:
  - Polat Kemboi Arıkan, turecki lekkoatleta, długodystansowiec pochodzenia kenijskiego
  - Aleksandra Lisowska, polska lekkoatletka, biegaczka długodystansowa
  - Luis Méndez, belizeński piłkarz (zm. 2013)
  - Victor Moses, nigeryjski piłkarz
  - Krista Pärmäkoski, fińska biegaczka narciarska
  - Ane Santesteban, hiszpańska kolarka
- 1991:
  - Annette Edmondson, australijska kolarka szosowa i torowa
  - Daniel Magder, kanadyjski aktor
  - Dominika Napieraj, polska lekkoatletka, biegaczka długodystansowa
  - Yelmurat Tasmuradov, uzbecki zapaśnik
- 1992:
  - Ramon Azeez, nigeryjski piłkarz
  - Douwe Bob, holenderski piosenkarz
  - Marco Djuricin, austriacki piłkarz pochodzenia chorwacko-serbskiego
  - Maria Luísa Oliveira, brazylijska siatkarka
- 1994:
  - Nathaniel Chalobah, angielski piłkarz pochodzenia sierraleońskiego
  - Federica Del Buono, włoska lekkoatletka, biegaczka długodystansowa
  - Besar Halimi, kosowski piłkarz
  - Elman Muxtarov, azerski zapaśnik
  - Carlijn Schoutens, holenderska i amerykańska łyżwiarka szybka
- 1995:
  - Aleksandar Boljević, czarnogórski piłkarz
  - Samuel Gaze, nowozelandzki kolarz górski
  - Liu Fangzhou, chińska tenisistka
  - Kingsley Madu, nigeryjski piłkarz
  - Daria Zawistowska, polska piłkarka ręczna
- 1996:
  - Miguel Bernardeau, hiszpański aktor
  - Lucas Hedges, amerykański aktor
  - Sylwia Lipka, polska piosenkarka, prezenterka telewizyjna
  - Zada Williams, amerykańska koszykarka
- 1997:
  - Yanis David, francuska lekkoatletka, skoczkini w dal i trójskoczkini
  - Ravi Kumar, indyjski zapaśnik
- 1998:
  - Mustafa Ali as-Sajjid Dżabr, egipski zapaśnik
  - Miyū Imai, japońska zapaśniczka
- 1999:
  - Justin Lisso, niemiecki skoczek narciarski
  - Jonathan Nahimana, burundyjski piłkarz, bramkarz
- 2000:
  - Augusto Akio, brazylijski skater pochodzenia japońskiego
  - Víctor Griffith, panamski piłkarz
  - Umi Imai, japońska zapaśniczka
  - Adrian Jastrzębski, polski pływak
  - Mohamed Lakel, algierski zapaśnik
- 2001:
  - Eirin Maria Kvandal, norweska skoczkini narciarska
  - Michael Olise, francuski piłkarz pochodzenia angielskiego
  - Rihito Yamamoto, japoński piłkarz
- 2002:
  - Allegra Acosta, amerykańska aktorka, piosenkarka pochodzenia meksykańskiego
  - Sydnee Andrews, nowozelandzka judoczka

## Zmarli
- 884 – Karloman II, król zachodniofrankijski (ur. 866)
- 926 – Wilhelm II Młodszy, książę Akwitanii (ur. ?)
- 1154 – Wicelin z Oldenburga, niemiecki duchowny katolicki, biskup, teolog, misjonarz, święty (ur. ok. 1090)
- 1257 – (lub 1258) Pełka, polski duchowny katolicki, dziekan krakowskiej kapituły katedralnej, prepozyt wiślicki (ur. ?)
- 1302 – Adolf II Waldeck, hrabia Waldecku i Pyrmontu, biskup Liège (ur. ok. 1258)
- 1306 – Konrad z Offidy, włoski franciszkanin, błogosławiony (ur. ok. 1237)
- 1366 – Jan Bodzanta, polski duchowny katolicki, biskup krakowski (ur. ok. 1290)
- 1398 – Henryk VIII, książę legnicki, biskup kujawski (ur. 1350–59)
- 1409 – Pierre Blain, francuski kardynał (ur. ?)
- 1455 – (lub 11 grudnia) Władysław I, książę płocki, rawski i bełski (ur. ?)
- 1467 – Jodok z Rożemberka, czeski duchowny katolicki, biskup wrocławski (ur. 1430)
- 1476 – Fryderyk Wittelsbach, elektor Palatynatu Reńskiego (ur. 1425)
- 1574 – Selim II, sułtan Imperium Osmańskiego (ur. 1524)
- 1585 – Jan Krzysztoporski, polski szlachcic, dyplomata, polityk (ur. 1518)
- 1586 – Stefan Batory, książę Siedmiogrodu, król Polski, hetman, dyplomata (ur. 1533)
- 1627 – Wei Zhongxian, chiński polityk, eunuch na dworze cesarskim (ur. 1568)
- 1652 – Adam Thebes, niemiecki pastor, poeta, autor pieśni religijnych (ur. 1596)
- 1671 – Sybilla Urszula z Brunszwiku-Lüneburga, księżniczka brunszwicka (ur. 1629)
- 1680 – Zofia Augusta Holstein-Gottorp, księżna Anhalt-Zerbst (ur. 1630)
- 1692 – Veríssimo de Lencastre, portugalski duchowny katolicki, arcybiskup Bragi, kardynał, generalny inkwizytor Portugalii (ur. 1615)
- 1706 – Krystian Ludwik Waldeck, hrabia Waldeck-Wildungen i Waldeck-Pyrmont (ur. 1635)
- 1707 – Lodovico Burnacini, włoski architekt, projektant scen teatralnych (ur. 1636)
- 1724 – Hendrik van Deventer, holenderski położnik (ur. 1651)
- 1737 – Michał Kazimierz Raczyński, polski szlachcic, polityk (ur. 1650)
- 1746 – Atanazy Szeptycki, ukraiński duchowny greckokatolicki, biskup lwowski, arcybiskup kijowski (ur. 1686)
- 1751 – Henry St John, brytyjski arystokrata, dyplomata, polityk, historyk, filozof (ur. 1678)
- 1754:
  - Peter von Wast, saski kapitan, tajny radca wojskowy, dyplomata (ur. 1689)
  - (lub 11 grudnia) Wu Jingzi, chiński pisarz (ur. 1701)
- 1757 – Colley Cibber, brytyjski dramaturg, aktor (ur. 1671)
- 1764 – Johann Philipp Breyne, niemiecki lekarz, przyrodnik (ur. 1680)
- 1766 – Johann Christoph Gottsched, niemiecki pisarz (ur. 1700)
- 1771 – Jerzy Detloff Flemming, polski hrabia, polityk, generał pochodzenia niemieckiego (ur. 1699)
- 1777 – Albrecht von Haller, szwajcarski anatom, fizjolog, botanik, poeta (ur. 1708)
- 1785 – Charlotte z Hesji-Darmstadt, księżna Meklemburgii-Strelitz (ur. 1755)
- 1790 – Michaił Szczerbatow, rosyjski książę, historyk, pisarz polityczny, wolnomularz (ur. 1733)
- 1792:
  - Dienis Fonwizin, rosyjski pisarz, satyryk (ur. 1745)
  - Arthur Lee, amerykański dyplomata (ur. 1740)
- 1794 – John Kendrick, amerykański żeglarz, odkrywca (ur. ok. 1740)
- 1799 – Józef Gliszczyński, polski szlachcic, polityk, targowiczanin (ur. ?)
- 1800 – Józef Moszczeński, polski szlachcic, polityk (ur. ?)
- 1802 – Jean-François Joly de Fleury, francuski polityk, generalny kontroler finansów (ur. 1718)
- 1812:
  - Franciszek Leopold Lafontaine, niemiecki chirurg i lekarz wojskowy w służbie armii Księstwa Warszawskiego (ur. 1756)
  - Stanisław Trembecki, polski poeta, dramatopisarz, tłumacz, historyk, sekretarz królewski (ur. 1739)
- 1817 – Tekle Gijorgis I, cesarz Etiopii (ur. ok. 1751)
- 1832 – Kazimierz Słupecki, polski generał brygady, uczestnik powstania listopadowego (ur. 1782)
- 1840 – Szymon Phan Đắc Hoà, wietnamski męczennik i święty katolicki (ur. ok. 1774 lub 87)
- 1843 – Wilhelm I, książę Oranii, król Niderlandów, wielki książę Luksemburga (ur. 1772)
- 1846:
  - Juan Gálvez, hiszpański malarz, grawer (ur. 1774)
  - Charles Alexandre Lesueur, francuski marynarz, naturalista, rysownik, odkrywca (ur. 1778)
- 1849 – Marc Isambard Brunel, brytyjski inżynier pochodzenia francuskiego (ur. 1769)
- 1854 – Friedrich August Peter von Colomb, pruski generał (ur. 1775)
- 1861 – Franciszek Morawski, polski generał dywizji, polityk, poeta, dramaturg, tłumacz, krytyk literacki (ur. 1783)
- 1868 – Antoni Andrzejowski, polski przyrodnik, botanik, geolog, pedagog, pamiętnikarz, pisarz (ur. 1785)
- 1883 – Theodor Nitschke, niemiecki botanik, wykładowca akademicki (ur. 1834)
- 1888 – Hermann Kabath, niemiecki botanik, pedagog (ur. 1816)
- 1889:
  - Robert Browning, brytyjski pisarz (ur. 1812)
  - Wiktor Buniakowski, rosyjski matematyk, wykładowca akademicki (ur. 1804)
- 1894:
  - Joseph Schröter, niemiecki lekarz, botanik, mykolog, wykładowca akademicki (ur. 1837)
  - John Thompson, kanadyjski polityk, premier Kanady (ur. 1845)
- 1895 – Allen Thurman, amerykański polityk (ur. 1813)
- 1896:
  - Stanisław Nahorski, polski adwokat, działacz społeczny (ur. 1826)
  - Stanisław Trapszo, polski aktor, dyrektor teatrów (ur. 1862 lub 63)
- 1900 – Maksymilian von Rodakowski, austro-węgierski generał pochodzenia polskiego (ur. 1825)
- 1901:
  - Maria Krzymuska, polska krytyk literacka (ur. 1850)
  - Franz Zottmann, niemiecki duchowny katolicki, biskup tyraspolski (ur. 1826)
- 1902 – Pawło Hrabowski, ukraiński poeta, publicysta, tłumacz, polityk (ur. 1864)
- 1903 – Otto Rieger, czeski organmistrz (ur. 1847)
- 1905 – William Sharp, szkocki prozaik, poeta, biograf literacki (ur. 1855)
- 1908 – Hermann Jahnke, niemiecki pisarz, redaktor, wydawca (ur. 1845)
- 1909:
  - Jan Harrach, czeski hrabia, ziemianin, mecenas sztuki, polityk (ur. 1828)
  - Karl Krumbacher, niemiecki bizantynolog, wykładowca akademicki (ur. 1856)
  - Emil Plage, polski mechanik, przemysłowiec (ur. 1869)
- 1911 – Ambrose Agius, maltański duchowny katolicki, arcybiskup, dyplomata papieski (ur. 1856)
- 1912 – Luitpold Wittelsbach, książę i regent Bawarii (ur. 1821)
- 1913 – Menelik II, cesarz Etiopii (ur. 1844)
- 1914 – Paul Felske, niemiecki pedagog, poeta (ur. 1838)
- 1916:
  - Leo Anton Karl de Ball, niemiecki astronom (ur. 1853)
  - Helena Patursson, farerska pisarka, feministka (ur. 1864)
- 1917:
  - Nicholas Muller, amerykański polityk pochodzenia luksemburskiego (ur. 1836)
  - Edward Aleksander Rontaler, polski pedagog, uczestnik powstania styczniowego (ur. 1846)
- 1918 – Richard Semon, niemiecki zoolog, biolog ewolucyjny, wykładowca akademicki pochodzenia żydowskiego (ur. 1859)
- 1919 – Feng Guozhang, chiński generał, polityk (ur. 1859)
- 1920 – Juan Gaspar Stork, niemiecki duchowny katolicki, biskup San José de Costa Rica (ur. 1856)
- 1921:
  - Henrietta Leavitt, amerykańska astronom (ur. 1868)
  - Frances MacDonald, szkocka malarka (ur. 1873)
- 1923:
  - Wentworth Beaumont, brytyjski arystokrata, polityk (ur. 1860)
  - Raymond Radiguet, francuski prozaik, dramaturg, dziennikarz (ur. 1903)
  - Chryzogon Reisch, niemiecki franciszkanin, historyk (ur. 1870)
- 1924:
  - Janina Burhardt, polska działaczka niepodległościowa, dama Orderu Virtuti Militari (ur. 1883)
  - Aleksandr Parvus, rosyjski działacz socjalistyczny pochodzenia żydowskiego (ur. 1867)
  - Antoni Adam Piotrowski, polski malarz, rysownik, ilustrator (ur. 1853)
- 1926:
  - Jean Richepin, francuski poeta, prozaik, dramaturg (ur. 1849)
  - Wiktor Sikorski, polski inżynier architekt (ur. 1863)
- 1927:
  - Robert Borkowski, polski generał brygady (ur. 1855)
  - Józef Zieliński, polski lekarz, higienista, działacz anarchistyczny i socjalistyczny, publicysta, wydawca, urzędnik państwowy (ur. 1861)
- 1928 – Edward Zegarski, polski kapitan piechoty (ur. 1892)
- 1931 – Józef Bek, polski prawnik, działacz socjalistyczny, społeczny i oświatowy, publicysta (ur. 1867)
- 1932:
  - Aleksandr Bartieniew, rosyjski wojskowy, zabójca (ur. 1868)
  - Henryk Ferdynand Kaden, polski bankowiec, finansista, działacz gospodarczy (ur. 1871)
- 1933:
  - Aleksander Piotrowski, polski psychiatra, neurolog, wykładowca akademicki (ur. 1878)
  - Romana Popiel, polska aktorka (ur. 1849)
  - Anita Rée, niemiecka malarka pochodzenia żydowskiego (ur. 1885)
  - Józef Siemiradzki, polski geolog, paleontolog, podróżnik, wykładowca akademicki (ur. 1858)
  - Antonín Švehla, czechosłowacki polityk, premier Czechosłowacji (ur. 1873)
  - Tadeusz Wiśniowski, polski geolog, wykładowca akademicki (ur. 1865)
- 1934:
  - Oscar Goerke, amerykański kolarz torowy (ur. 1883)
  - Thorleif Haug, norweski biegacz narciarski, kombinator norweski (ur. 1894)
- 1935:
  - Charles Loomis Dana, amerykański neurolog, wykładowca akademicki (ur. 1852)
  - Władysław Strzelecki, polski działacz socjalistyczny i gospodarczy (ur. 1888)
- 1937:
  - Alfred Abel, niemiecki aktor, reżyser filmowy (ur. 1879)
  - Siergiej Biergawinow, radziecki wojskowy, polityk (ur. 1899)
  - Julian Matasow, polski starszy sierżant (ur. 1898)
  - Chippy Simmons, angielski piłkarz (ur. 1878)
- 1938 – Holger Sinding-Larsen, norweski architekt (ur. 1869)
- 1939:
  - Douglas Fairbanks, amerykański aktor (ur. 1883)
  - Robert Geyer, polski fabrykant pochodzenia niemieckiego (ur. 1888)
  - Kolë Idromeno, albański malarz, fotograf, architekt, muzyk (ur. 1860)
  - Miloš Weingart, czeski językoznawca, slawista, wykładowca akademicki (ur. 1890)
- 1940:
  - Czesław Broda, polski duchowny katolicki, męczennik, Sługa Boży (ur. 1885)
  - Philip Kerr, brytyjski arystokrata, polityk, dyplomata (ur. 1882)
- 1941:
  - Hanns Kerrl, niemiecki polityk nazistowski, minister spraw religijnych (ur. 1887)
  - Antoni Sujkowski, polski geograf, polityk, minister wyznań religijnych i oświecenia publicznego (ur. 1867)
- 1942:
  - Antonina Gembkówna, polska nauczycielka, instruktorka harcerska, żołnierz ZWZ (ur. 1909)
  - Kazimierz Horoszkiewicz, polski generał dywizji (ur. 1867)
- 1943 – Jean-Marie Perrot, francuski duchowny katolicki, bretoński działacz narodowy, kolaborant (ur. 1877)
- 1944 – Marian Sikora, polski porucznik AK (ur. 1914)
- 1945 – Fryderyk von Schaumburg-Lippe, niemiecki książę, generał major (ur. 1868)
- 1946:
  - Renée Falconetti, francuska aktorka (ur. 1892)
  - Gennosuke Fuse, japoński neuroanatom, wykładowca akademicki (ur. 1880)
- 1947 – Max Steckel, niemiecki fotograf (ur. 1870)
- 1948 – Bruno Schaumburg, niemiecki pisarz, publicysta (ur. 1884)
- 1949 – Géza Szigritz, węgierski pływak (ur. 1907)
- 1950:
  - Peter Fraser, nowozelandzki polityk, premier Nowej Zelandii (ur. 1884)
  - Bronisław Klimczak, polski podporucznik (ur. 1913)
  - Ałykuł Osmonow, kirgiski poeta (ur. 1915)
- 1951:
  - Mildred Bailey, amerykańska wokalistka jazzowa (ur. 1907)
  - Oskar Blümm, niemiecki generalleutnant (ur. 1884)
  - Carl Köttgen, niemiecki elektromechanik, konstruktor, wynalazca (ur. 1871)
- 1952:
  - Harriet Babcock, amerykańska psycholog, wykładowczyni akademicka (ur. 1877)
  - Bedřich Hrozný, czeski orientalista, lingwista, wykładowca akademicki (ur. 1879)
  - Jerzy Staniewicz, polski komandor (ur. 1903)
  - Filip (Stawicki), rosyjski biskup prawosławny (ur. 1884)
- 1953 – Michaił Dratwin, radziecki generał porucznik (ur. 1897)
- 1954:
  - Hugh Gibson, amerykański polityk, dyplomata (ur. 1883)
  - Ed Sanders, amerykański bokser (ur. 1930)
  - Franciszek Zieliński, polski generał brygady (ur. 1876)
- 1955:
  - Antun Dobronić, chorwacki kompozytor (ur. 1878)
  - Irving Small, amerykański hokeista (ur. 1891)
- 1956:
  - Ewald André Dupont, niemiecki reżyser filmowy (ur. 1891)
  - Franciszek Antoni Wiza, polski porucznik pilot (ur. 1916)
- 1958 – Slobodan Jovanović, serbski prawnik, historyk, dziennikarz, socjolog, krytyk literacki, polityk, premier Jugosławii (ur. 1869)
- 1963:
  - Theodor Heuss, niemiecki polityk, prezydent RFN (ur. 1884)
  - Yasujirō Ozu, japoński reżyser filmowy (ur. 1903)
  - Józef Zając, polski generał dywizji pilot (ur. 1891)
- 1964 – Otto Ciliax, niemiecki admirał (ur. 1891)
- 1965:
  - Halvdan Koht, norweski polityk (ur. 1873)
  - Jan Sehn, polski prawnik, sędzia (ur. 1909)
- 1966:
  - Karl Ruberl, australijski pływak (ur. 1881)
  - Stanisław Skrzydlewski, polski pilot szybowcowy (ur. 1927)
- 1968 – Tallulah Bankhead, amerykańska aktorka (ur. 1902)
- 1969:
  - André Arbus, francuski rzeźbiarz, architekt wnętrz, wykładowca akademicki (ur. 1903)
  - Kazimierz Heilman-Rawicz, polski podpułkownik piechoty (ur. 1896)
- 1970 – Vera Myller, rosyjsko-rumuńska matematyk, wykładowczyni akademicka (ur. 1880)
- 1971:
  - David Sarnoff, amerykański przedsiębiorca pochodzenia rosyjskiego (ur. 1891)
  - Frank Wolff, amerykański aktor pochodzenia niemieckiego (ur. 1928)
- 1972:
  - Rasmus Birkeland, norweski żeglarz sportowy (ur. 1888)
  - Leon Mitkiewicz-Żołłtek, polski podpułkownik dyplomowany (ur. 1896)
- 1973:
  - Aleksiej Proszlakow, radziecki dowódca wojskowy, marszałek wojsk inżynieryjnych (ur. 1901)
  - Meda Valentová, czeska aktorka, tłumaczka (ur. 1898)
- 1974 – Berndt-Otto Rehbinder, szwedzki szpadzista (ur. 1918)
- 1975:
  - Aleksiej Jermołajew, rosyjski baletmistrz, choreograf (ur. 1910)
  - Valter Sköld, szwedzki piłkarz (ur. 1910)
- 1976:
  - Hermann Buddensieg, niemiecki pisarz, tłumacz (ur. 1893)
  - Jack Cassidy, amerykański aktor, piosenkarz (ur. 1927)
- 1977:
  - Raymond Bernard, francuski reżyser filmowy (ur. 1891)
  - Clementine Churchill, brytyjska arystokratka, żona Winstona (ur. 1885)
- 1978:
  - Franz Bäke, niemiecki generał major, as pancerny (ur. 1898)
  - Francesco Locatelli, włoski kolarz szosowy (ur. 1920)
  - Hermann Springer, szwajcarski piłkarz (ur. 1908)
- 1979:
  - Charlotte Radcliffe, brytyjska pływaczka (ur. 1903)
  - Maximilián Ujtelky, słowacki szachista pochodzenia węgierskiego (ur. 1915)
- 1980:
  - Henryk Hałka, polski podpułkownik pilot (ur. 1941)
  - Władysław Kochański, polski kapitan piechoty, żołnierz AK, cichociemny (ur. 1918)
  - Jean Lesage, kanadyjski polityk, premier Quebecu (ur. 1912)
- 1981 – John Leslie Mackie, australijski filozof, wykładowca akademicki (ur. 1917)
- 1982:
  - Władysław Marek Cianciara, polski księgowy, żołnierz AK, działacz PTTK (ur. 1924)
  - Günter Fruhtrunk, niemiecki malarz, grafik (ur. 1923)
  - Siergiej Korszunow, rosyjski piłkarz, trener (ur. 1928)
- 1983:
  - Aleksandr Ałow, rosyjski reżyser filmowy (ur. 1923)
  - Tadeusz Gwiazdowski, polski aktor (ur. 1918)
  - Stanisław Jaworski, polski operator filmowy (ur. 1946)
  - Marian Kruczek, polski malarz, grafik, rzeźbiarz (ur. 1927)
- 1984:
  - Jerzy Grundman, polski lekarz, podporucznik AK, uczestnik powstania warszawskiego (ur. 1923)
  - Walerij Popkow, rosyjski elektrotechnik, wykładowca akademicki (ur. 1908)
- 1985:
  - Anne Baxter, amerykańska aktorka (ur. 1923)
  - Zofia Dunajczan, polska koronczarka (zm. 1904)
  - Phil Karlson, amerykański reżyser filmowy (ur. 1908)
  - Ian Stewart, szkocki klawiszowiec, członek zespołu The Rolling Stones (ur. 1938)
- 1986:
  - Alexander Hanchett Smith, amerykański mykolog, wykładowca akademicki (ur. 1904)
  - Paul Verner, wschodnioniemiecki polityk (ur. 1911)
- 1987 – Enrique Jorrín, kubański skrzypek, kompozytor, dyrygent (ur. 1926)
- 1988:
  - Andrzej Bohomolec, polski kawalerzysta, żeglarz (ur. 1900)
  - Paul Matteoli, francuski kolarz szosowy i torowy (ur. 1929)
  - Jan Skorb, polski rotmistrz (ur. 1910)
  - Stjepan Vrbančić, chorwacki piłkarz (ur. 1900)
- 1989:
  - Carlos Barral Agesta, hiszpański poeta, prozaik, wydawca, polityk, eurodeputowany (ur. 1928)
  - Michał Woysym-Antoniewicz, polski major kawalerii, jeździec sportowy (ur. 1897)
- 1990:
  - Giorgio Ghezzi, włoski piłkarz, bramkarz (ur. 1930)
  - Zofia Maternowska, polska lekarka, żołnierz AK (ur. 1900)
  - Marian Orłoń, polski autor literatury dziecięcej i młodzieżowej (ur. 1932)
- 1991:
  - Eleanor Boardman, amerykańska aktorka (ur. 1898)
  - Peter Kienast, austriacki bobsleista (ur. 1949)
  - Stanisława Orska-Kowalczyk, polska aktorka (ur. 1907)
  - Aleksandr Strujew, radziecki polityk (ur. 1906)
- 1992:
  - Ali Amini, irański polityk, premier Iranu (ur. 1905)
  - Robert Rex, niueński polityk, premier Niue (ur. 1909)
  - Zygmunt Wiśniewski, polski kolarz szosowy (ur. 1916)
- 1993:
  - József Antall, węgierski polityk, premier Węgier (ur. 1932)
  - Joan Cross, brytyjska śpiewaczka operowa (sopran) (ur. 1900)
  - Bolesław Jóźwicki, polski malarz (ur. 1904)
  - Bohdan Likszo, polski koszykarz (ur. 1940)
- 1994:
  - Charles Kouyos, francuski zapaśnik (ur. 1928)
  - Stuart Roosa, amerykański pilot wojskowy, astronauta (ur. 1933)
  - Karl Stoiber, austriacki piłkarz (ur. 1907)
- 1995:
  - Giovanni Giacomazzi, włoski piłkarz (ur. 1928)
  - Mosze-Cewi Nerija, izraelski rabin, polityk (ur. 1913)
  - George Redman, amerykański perkusista jazzowy (ur. 1920)
- 1996:
  - Anton Moravčík, czechosłowacki piłkarz (ur. 1931)
  - Vance Packard, amerykański dziennikarz, krytyk społeczeństwa (ur. 1914)
- 1997:
  - Wacław Gajewski, polski genetyk, wykładowca akademicki (ur. 1911)
  - Jewgienij Łandis, rosyjski matematyk, wykładowca akademicki (ur. 1921)
- 1998:
  - Lawton Chiles, amerykański polityk (ur. 1930)
  - Wadim Gulajew, radziecki piłkarz wodny (ur. 1941)
- 1999:
  - Huelet Benner, amerykański strzelec sportowy (ur. 1917)
  - Samuel Fiszman, polski literaturoznawca, slawista, wykładowca akademicki pochodzenia żydowskiego (ur. 1914)
  - Joseph Heller, amerykański pisarz (ur. 1923)
  - Mieczysław Wróblewski, polski kompozytor, dyrygent (ur. 1904)
- 2000:
  - Libertad Lamarque, argentyńska aktorka, piosenkarka (ur. 1908)
  - Jan Młodożeniec, polski malarz, grafik (ur. 1929)
  - Chris Williams, amerykański perkusista, członek zespołów: Control Denied, Talonzfury, Pain Principle, Beyond Unknown i Death (ur. 1971)
- 2001:
  - Josef Bican, czeski piłkarz, trener (ur. 1913)
  - Ardito Desio, włoski geolog, himalaista (ur. 1897)
  - Giuseppe Prisco, włoski działacz piłkarski (ur. 1921)
- 2002:
  - Mykoła Amosow, ukraiński lekarz, naukowiec (ur. 1913)
  - Dee Brown, amerykański pisarz, historyk (ur. 1908)
  - Brad Dexter, amerykański aktor pochodzenia serbskiego (ur. 1917)
- 2003:
  - Heydər Əliyev, azerski polityk, prezydent Azerbejdżanu (ur. 1923)
  - Małgorzata Szułczyńska, polska poetka, publicystka, autorka tekstów piosenek (ur. 1957)
  - Fadwa Tukan, palestyńska poetka (ur. 1917)
- 2004 – Diego Alvelo, amerykański scenarzysta (ur. 1965)
- 2005:
  - Eric D’Arcy, australijski duchowny katolicki, arcybiskup Hobart (ur. 1924)
  - Awraham Melammed, izraelski polityk (ur. 1921)
  - Robert Newmyer, amerykański producent filmowy (ur. 1956)
  - Ramanand Sagar, indyjski reżyser filmowy (ur. 1917)
  - Annette Strøyberg, duńska aktorka (ur. 1936)
  - Gyula Trebitsch, węgierski producent filmowy (ur. 1914)
  - Gebran Tueni, libański polityk, dziennikarz (ur. 1957)
- 2006:
  - Paul Arizin, amerykański koszykarz (ur. 1928)
  - Peter Boyle, amerykański aktor (ur. 1935)
- 2007:
  - Wojciech Gierłowski, polski reżyser filmów animowanych (ur. 1946)
  - Alfons Maria Stickler, austriacki kardynał (ur. 1910)
  - Lesław Tokarski, polski dziennikarz (ur. 1930)
  - Ike Turner, amerykański muzyk (ur. 1931)
- 2008:
  - Avery Dulles, amerykański kardynał, jezuita, teolog (ur. 1918)
  - Daniel Carleton Gajdusek, amerykański biofizyk, laureat Nagrody Nobla pochodzenia słowackiego (ur. 1923)
  - Sigitas Geda, litewski poeta (ur. 1943)
  - Van Johnson, amerykański aktor (ur. 1916)
  - Tasos Papadopulos, cypryjski polityk, prezydent Cypru (ur. 1934)
- 2009 – Kławdija Bojarskich, rosyjska biegaczka narciarska (ur. 1939)
- 2010 – Tom Walkinshaw, szkocki kierowca wyścigowy (ur. 1950)
- 2011:
  - Sunday Bada, nigeryjski lekkoatleta, sprinter (ur. 1969)
  - Wełko Kynew, bułgarski aktor (ur. 1948)
  - Mălina Olinescu, rumuńska piosenkarka (ur. 1974)
- 2012 – Stanisław Wyszyński, polski aktor (ur. 1932)
- 2013:
  - Jang Sŏng T’aek, północnokoreański polityk (ur. 1946)
  - Zbigniew Karkowski, polski kompozytor (ur. 1958)
  - Benny Lai, włoski pisarz i dziennikarz katolicki (ur. 1925)
  - Tom Laughlin, amerykański aktor (ur. 1931)
  - Ezra Sellers, amerykański bokser (ur. 1968)
  - Audrey Totter, amerykańska aktorka (ur. 1917)
- 2015:
  - Jerzy Biedrzycki, polski podróżnik, dziennikarz, popularyzator wędkarstwa (ur. 1954)
  - Frans Geurtsen, holenderski piłkarz (ur. 1942)
  - Yves Verwaerde, francuski polityk (ur. 1947)
- 2016:
  - Gerard Clifford, irlandzki duchowny katolicki, biskup Armagh (ur. 1941)
  - Javier Echevarría Rodríguez, hiszpański duchowny katolicki, prałat Opus Dei (ur. 1932)
  - Jerzy Grundkowski, polski pisarz (ur. 1953)
  - Zbigniew Krzyżkiewicz, polski ekonomista (ur. 1923)
  - Jim Lowe, amerykański piosenkarz (ur. 1923)
  - James Prior, brytyjski polityk (ur. 1927)
  - Jerzy Rachwał, polski podharcmistrz (ur. 1920)
  - Janusz Siemiątkowski, polski pilot, ratownik górski (ur. 1931)
  - Edward Soczewiński, polski chemik (ur. 1928)
- 2017 – Zarley Zalapski, kanadyjski hokeista (ur. 1968)
- 2018:
  - Carlos Cecconato, argentyński piłkarz (ur. 1930)
  - Iradż Danajifard, irański piłkarz (ur. 1951)
  - Wilhelm Genazino, niemiecki pisarz (ur. 1943)
  - Ferenc Kósa, węgierski reżyser i scenarzysta filmowy (ur. 1937)
  - Ewa Rzemieniecka, polska dziennikarka, autorka tekstów piosenek (ur. 1933)
  - Wahid Sajadi Nasiri, irański obrońca praw człowieka, więzień polityczny (ur. 1982)
  - Jerzy Śmiałek, polski ekonomista, samorządowiec, prezydent Katowic (ur. 1938)
- 2019:
  - Danny Aiello, amerykański aktor (ur. 1933)
  - Józef Boniek, polski piłkarz, trener (ur. 1931)
  - Jorge Hernández, kubański bokser (ur. 1954)
  - Iwan Kityk, ukraiński fizyk (ur. 1957)
  - Peter Snell, nowozelandzki lekkoatleta, średniodystansowiec (ur. 1938)
- 2020:
  - Bird Averitt, amerykański koszykarz (ur. 1952)
  - John le Carré, brytyjski pisarz (ur. 1931)
  - Escurinho, brazylijski piłkarz (ur. 1930)
  - Walentin Gaft, rosyjski aktor (ur. 1935)
  - Victor Gnanapragasam, lankijski duchowny katolicki, wikariusz apostolski Quetty w Pakistanie (ur. 1940)
  - Dariusz Malinowski, polski basista, wokalista, członek zespołu Siekiera (ur. 1965)
  - Ferruccio Pisoni, włoski nauczyciel, polityk, eurodeputowany (ur. 1935)
  - Jerzy Mikułowski Pomorski, polski socjolog, medioznawca (ur. 1937)
  - Charley Pride, amerykański piosenkarz i gitarzysta country (ur. 1938)
  - Jack Steinberger, amerykański fizyk, laureat Nagrody Nobla (ur. 1921)
- 2021:
  - Vicente Fernández, meksykański piosenkarz, aktor (ur. 1940)
  - Paulias Matane, papuaski polityk, gubernator generalny Papui-Nowej Gwinei (ur. 1931)
  - Daniel Nlandu, kongijski duchowny katolicki, biskup Matadi (ur. 1953)
  - Stanisław Nowak, polski duchowny katolicki, arcybiskup metropolita częstochowski (ur. 1935)
  - Andrzej Różycki, polski reżyser i scenarzysta filmowy (ur. 1942)
  - Jurij Szarow, rosyjski florecista (ur. 1939)
- 2022:
  - Iván Faragó, węgierski szachista (ur. 1946)
  - Mirosław Hermaszewski, polski generał brygady pilot, kosmonauta (ur. 1941)
  - Hermann Nuber, niemiecki piłkarz (ur. 1935)
  - Latinka Perović, serbska historyk, działaczka społeczna, polityk (ur. 1933)
  - Remy Sylado, indonezyjski pisarz (ur. 1945)
  - Andrzej Tyszka, polski socjolog kultury, wykładowca akademicki (ur. 1934)
  - Zbigniew Wawer, polski historyk wojskowości, varsavianista, producent filmowy, wykładowca akademicki (ur. 1956)
- 2023:
  - Jewgienij Biełousow, rosyjski saneczkarz (ur. 1962)
  - Fusa Tatsumi, japońska superstulatka (ur. 1907)
- 2024:
  - Ernie Beck, amerykański koszykarz (ur. 1931)
  - Wolfgang Becker, niemiecki reżyser i scenarzysta filmowy (ur. 1954)
  - Lee Edwards, amerykański historyk, pisarz, publicysta (ur. 1932)
  - Amaury Pasos, brazylijski koszykarz (ur. 1935)
  - Alain Pompidou, francuski naukowiec, polityk, eurodeputowany, prezes Europejskiego Urzędu Patentowego (EPO) (ur. 1942)
  - Wolfgang Steiert, niemiecki skoczek narciarski, trener (ur. 1963)